# Академическая гребля на летних Олимпийских играх 1976 — одиночки (мужчины)
Соревнования среди одиночек по академической гребле среди мужчин на летних Олимпийских играх 1976 года прошли с 28 по 25 июля на гребном канале, расположенном на острове Нотр-Дам в Монреале. В соревновании приняли участие 15 спортсменов из 15 стран. Действующий олимпийский чемпион из СССР Юрий Малышев должен был выступать в Монреале в двойках парных вместе с Александром Тимошининым, но не смог пройти внутренний отбор.
Свою первую олимпийскую золотую медаль завоевал молодой финский гребец Пертти Карппинена, который благодаря мощному финишному рывку смог опередить действующего чемпиона мира немца Петера-Михаэля Кольбе. В дальнейшем их противостояние будет длиться более 10 лет и будет признано одним из лучших в истории академической гребли. Обладателем бронзовой награды стал представитель ГДР Йоахим Драйфке.

## Призёры
| Золото                     | Серебро                  | Бронза             |
| Пертти Карппинен Финляндия | Петер-Михаэль Кольбе ФРГ | Йоахим Драйфке ГДР |

## Рекорды
До начала летних Олимпийских игр 1976 года лучшее олимпийское время было следующим:
| Лучшее олимпийское время | Спортсмен        | Время   | Место     | Дата           |
| ------------------------ | ---------------- | ------- | --------- | -------------- |
| Лучшее олимпийское время | Генри Пирс (AUS) | 07:01,8 | Амстердам | 8 августа 1928 |

По итогам соревнований данный результат смогли превзойти сразу восемь спортсменов.

## Расписание
| Дата    | Время | Раунд                  |
| ------- | ----- | ---------------------- |
| 18 июля | 12:15 | Предварительные заезды |
| 20 июля | 10:45 | Отборочный заезд       |
| 23 июля | 11:30 | Полуфиналы             |
| 25 июля | 11:45 | Финалы                 |

## Результаты

### Предварительный этап
Первые три спортсмена из каждого заезда проходит в полуфинал соревнований. Все остальные спортсмены попадали в утешительные заезды, где были разыграны ещё три полуфинальных места.

#### Заезд 1
| Место | Спортсмен            | Страна    | Время   | Отставание | Примечания |
| ----- | -------------------- | --------- | ------- | ---------- | ---------- |
| 1     | Петер-Михаэль Кольбе | ФРГ       | 7:05,95 | +0,00      | SF         |
| 2     | Шейн Дри             | Ирландия  | 7:07,20 | +1,25      | SF         |
| 3     | Йоахим Драйфке       | ГДР       | 7:11,49 | +5,54      | SF         |
| 4     | Пертти Карппинен     | Финляндия | 7:12,94 | +6,99      | R          |
| 5     | Джим Дитц            | США       | 7:24,98 | +18,03     | R          |

#### Заезд 2
| Место | Спортсмен         | Страна  | Время   | Отставание | Примечания |
| ----- | ----------------- | ------- | ------- | ---------- | ---------- |
| 1     | Николай Довгань   | СССР    | 7:28,92 | +0,00      | SF         |
| 2     | Фабрицио Бионди   | Италия  | 7:35,33 | +6,41      | SF         |
| 3     | Ханс Свенссон     | Швеция  | 7:40,82 | +11,90     | SF         |
| 4     | Вальтер Ламбертус | Румыния | 7:42,65 | +13,73     | R          |
| 5     | Рейнальдо Кутшер  | Уругвай | 7:48,59 | +19,67     | R          |

#### Заезд 3
| Место | Спортсмен        | Страна    | Время   | Отставание | Примечания |
| ----- | ---------------- | --------- | ------- | ---------- | ---------- |
| 1     | Рикардо Ибарра   | Аргентина | 7:17,41 | +0,00      | SF         |
| 2     | Эдвард Хейл      | Австралия | 7:20,11 | +2,70      | SF         |
| 3     | Клод Деомбро     | Бельгия   | 7:23,33 | +5,92      | SF         |
| 4     | Улли Вольф       | Австрия   | 7:28,45 | +11,04     | R          |
| 5     | Федерико Шеффлер | Мексика   | 7:32,55 | +15,14     | R          |

### Отборочный заезд
Из отборочного заезда в полуфинал проходило три спортсмена. Остальные гребцы выбывали из соревнований.
| Место | Спортсмен         | Страна    | Время   | Отставание | Примечания |
| ----- | ----------------- | --------- | ------- | ---------- | ---------- |
| 1     | Пертти Карппинен  | Финляндия | 7:06,81 | +0,00      | SF         |
| 2     | Вальтер Ламбертус | Румыния   | 7:08,88 | +2,07      | SF         |
| 3     | Джим Дитц         | США       | 7:13,46 | +6,65      | SF         |
| 4     | Улли Вольф        | Австрия   | 7:25,38 | +18,57     |            |
| 5     | Рейнальдо Кутшер  | Уругвай   | 7:26,34 | +19,53     |            |
| 6     | Федерико Шеффлер  | Мексика   | 7:37,98 | +21,17     |            |

### Полуфиналы
Первые три спортсмена из каждого заезда проходили в финал соревнований, остальные попадали в утешительный финал. Полуфинальные заезды оказались невероятно быстрыми. Сразу шести гребцам удалось впервые в истории Олимпийских игр закончить дистанцию менее чем за 7 минут. Предыдущее достижение австралийца Генри Пирса равнялось 7:01,8 и держалось с 1928 года, но уже в первом полуфинале аргентинец Рикардо Ибарра преодолел 2 километра более чем на 4 секунды быстрее. Спустя несколько минут его достижение превзошёл ирландец Шейн Дри, который смог ещё на 5 секунд улучшить лучшее олимпийское время. Результат Дри в итоге продержался до 1988 года, когда в финальном заезде немецкий гребец Томас Ланге показал время 6:49,86. 

#### Заезд 1
| Место | Спортсмен            | Страна    | Время      | Отставание | Примечания |
| ----- | -------------------- | --------- | ---------- | ---------- | ---------- |
| 1     | Рикардо Ибарра       | Аргентина | 6:57,41 OB | +0,00      | FA         |
| 2     | Петер-Михаэль Кольбе | ФРГ       | 6:59,18    | +1,77      | FA         |
| 3     | Йоахим Драйфке       | ГДР       | 6:59,36    | +1,95      | FA         |
| 4     | Вальтер Ламбертус    | Румыния   | 7:01,23    | +3,82      | FB         |
| 5     | Клод Деомбро         | Бельгия   | 7:14,76    | +17,35     | FB         |
| 6     | Фабрицио Бионди      | Италия    | 7:16,13    | +18,72     | FB         |

#### Заезд 2
| Место | Спортсмен        | Страна    | Время      | Отставание | Примечания |
| ----- | ---------------- | --------- | ---------- | ---------- | ---------- |
| 1     | Шейн Дри         | Ирландия  | 6:52,46 OB | +0,00      | FA         |
| 2     | Николай Довгань  | СССР      | 6:58,15    | +5,69      | FA         |
| 3     | Пертти Карппинен | Финляндия | 6:59,13    | +6,67      | FA         |
| 4     | Ханс Свенссон    | Швеция    | 7:00,60    | +8,14      | FB         |
| 5     | Джим Дитц        | США       | 7:09,13    | +16,67     | FB         |
| 6     | Эдвард Хейл      | Австралия | 7:16,64    | +24,18     | FB         |

### Финалы

#### Финал B
| Место | Спортсмен         | Страна    | Время   | Отставание | Итоговое место |
| ----- | ----------------- | --------- | ------- | ---------- | -------------- |
| 1     | Джим Дитц         | США       | 7:58,70 | +0,00      | 7              |
| 2     | Эдвард Хейл       | Австралия | 7:58,86 | +0,16      | 8              |
| 3     | Ханс Свенссон     | Швеция    | 7:59,36 | +0,66      | 9              |
| 4     | Фабрицио Бионди   | Италия    | 8:07,17 | +8,47      | 10             |
| 5     | Вальтер Ламбертус | Румыния   | 8:11,13 | +12,43     | 11             |
| 6     | Клод Деомбро      | Бельгия   | 8:15,35 | +16,65     | 12             |

#### Финал A
С первых же метров дистанции уверенное лидерство захватил действующий чемпион мира из Германии Петер-Михаэль Кольбе. С каждым метром он наращивал преимущество над соперниками по заезду. На отметке в 1000 метров отставание ближайших преследователей составляло более 5 секунд. Борьбу за второе место вели малоизвестный финн Пертти Карппинен, который с трудом смог пробиться в финал соревнований, восточногерманский гребец Йоахим Драйфке и трёхкратный победитель Diamond Challenge Sculls ирландец Шейн Дри. За 500 метров до финиша в этой борьбе вперёд вырвался Карппинен, который по прежнему проигрывал Кольбе несколько секунд. Однако затем с каждым метром дистанции финский гребец начал сокращать отставание от лидера, а за несколько метров до конца дистанции смог вырваться вперёд и стать первым в истории финской академической гребли олимпийским чемпионом. За вторую половину дистанции Карпинен выиграл у Кольбе 10,83 секунды. Третьим к финишу пришёл представитель ГДР Йоахим Драйфке, опередивший Шейна Дри на 4,5 секунды.
| Место | Спортсмен            | Страна    | Время   | Отставание |
| ----- | -------------------- | --------- | ------- | ---------- |
| 1     | Пертти Карппинен     | Финляндия | 7:29,03 | +0,00      |
| 2     | Петер-Михаэль Кольбе | ФРГ       | 7:31,67 | +2,64      |
| 3     | Йоахим Драйфке       | ГДР       | 7:38,03 | +9,00      |
| 4     | Шейн Дри             | Ирландия  | 7:42,53 | +13,50     |
| 5     | Николай Довгань      | СССР      | 7:57,39 | +28,36     |
| 6     | Рикардо Ибарра       | Аргентина | 8:03,05 | +34,02     |